# Maté a la Maestra
«Maté a la Maestra» es la quinta canción del octavo álbum de estudio de El Cuarteto de Nos, Revista ¡¡Ésta!!.

## Contexto
La canción habla sobre un joven que intenta confesar a su madre que ha matado a su maestra, pero a la vez tiene miedo de decirlo porque cree que su padre lo va a fajar.

## Personal
- Roberto Musso: Voz
- Ricardo Musso: Guitarra principal
- Santiago Tavella: Bajo
- Álvaro Pintos: Batería